# Henrik Sjögren
Henrik Samuel Conrad Sjögren (IPA: [ˈɧø̂ːɡreːn]; Köping, 23 luglio 1899 – Lund, 17 settembre 1986) è stato un oculista svedese, maggiormente conosciuto per la scoperta della sindrome di Sjögren.
Henrik Sjögren non deve essere confuso con il suo contemporaneo, Torsten Sjögren, al quale è stato attribuito il nome della sindrome di Sjögren-Larsson.

## Biografia
Sjögren conseguì la sua laurea in medicina a Stoccolma nel 1927 e nel 1933 pubblicò una tesi al "Karolinska Institutet" chiamata "La conoscenza della cheratocongiuntivite", che servì per formulare le basi della sindrome di Sjögren. Egli ebbe un figlio di nome Gunvor, il quale nacque nel 1934.